# 棕鸫鹛
棕鸫鹛（学名：Turdoides subrufa），是画眉科鸫鹛属的一种，为印度的特有种。该物种的保护状况被评为无危。
棕鸫鹛的平均体重约为67.5克。栖息地包括亚热带或热带的湿润低地林、亚热带或热带的（低地）季节性湿润草原和亚热带或热带的（低地）湿润疏灌丛。